# U-302
U-302 — средняя немецкая подводная лодка типа VIIC времён Второй мировой войны.

## История
Заказ на постройку субмарины был отдан 6 августа 1940 года. Лодка была заложена 2 апреля 1941 года на верфи Флендер-Верке, Любек, под строительным номером 302, спущена на воду 25 апреля 1942 года. Лодка вошла в строй 16 июня 1942 года под командованием оберлейтенанта Герберта Сикеля.

### Флотилии
- 16 июня — 30 ноября 1942 года — 8-я флотилия (учебная)
- 1 декабря 1942 года — 31 мая 1943 года — 11-я флотилия
- 1 июня — 31 октября 1943 года — 13-я флотилия
- 1 ноября — 6 апреля 1944 года — 9-я флотилия

### История службы
Лодка совершила 10 боевых походов, потопила 3 судна суммарным водоизмещением 12 697 брт. 26 января 1943 года из-за серьёзных технических проблем U-302 была вынуждена прервать патрулирование в Арктике и вернуться на базу.
Потоплена 6 апреля 1944 года в Северной атлантике к северо-западу от Азорских островов, в районе с координатами 45°05′ с. ш. 35°11′ з. д. глубинными бомбами с британского фрегата HMS Swale. 51 погибший (весь экипаж).